# Karen Fredersdorf
Karen Fredersdorf (* 4. Oktober 1892 in Magdeburg; † 29. April 1985 ebenda) war eine deutsche Sängerin und Schauspielerin.

## Leben
Die Schwester von Herbert B. Fredersdorf wuchs in Magdeburg auf, studierte am Königlichen Konservatorium in Dresden Gesang und absolvierte eine Tanz- und Schauspielausbildung.
Im Jahr 1917 trat sie eine Stelle als Soubrette am Hof-Theater in Greiz an. Aus gesundheitlichen Gründen musste sie ihre Karriere als Sängerin jedoch bereits 1922 beenden und widmete sich ganz dem Schauspiel. 1924 kehrte Fredersdorf nach Magdeburg an das Wilhelmtheater zurück. Sie war in Magdeburg über mehrere Jahrzehnte in mehr als 200 Rollen zu sehen. Mit ihrer starken persönlichen Ausstrahlung und einer intensiven Ausgestaltung ihrer Rollen wurde Fredersdorf zu einer der bedeutendsten Schauspielerinnen dieser Zeit in der Region.
Eine erste Rolle beim Film verkörperte Fredersdorf 1938 (Nordlicht).
Nach dem Ende des Zweiten Weltkriegs engagierte Fredersdorf sich auch in der Ausbildung junger Schauspieler(innen).
1951 verließ sie zunächst Magdeburg und ging, von Wolfgang Langhoff engagiert, an das Deutsche Theater nach Berlin. Bereits 1954 kehrte Fredersdorf jedoch nach Magdeburg zurück und war hier noch weitere 14 Jahre am Theater tätig. In dieser Zeit wirkte sie auch an mehreren Filmproduktionen der DEFA mit.
Die Stadt Magdeburg benannte ihr zu Ehren eine Straße (Karen-Fredersdorf-Straße).

## Filmografie
- 1938: Nordlicht
- 1954: Kein Hüsung
- 1955: Star mit fremden Federn
- 1958: Emilia Galotti
- 1960: Der schweigende Stern
- 1960: Blaulicht: Die Butterhexe (Fernsehreihe)
- 1961: Mord an Rathenau (Fernsehfilm)
- 1964: Die goldene Gans

## Theater
- 1951: Alfred Kantorowicz: Die Verbündeten (Frau Marquis) – Regie: Wolfgang Heinz (Deutsches Theater Berlin – Kammerspiele)
- 1951: Johann Wolfgang von Goethe: Egmont (Klärchens Mutter) – Regie: Wolfgang Langhoff (Deutsches Theater Berlin)
- 1951: Friedrich Schiller: Maria Stuart (Hanna Kennedy) – Regie: Herwart Grosse (Deutsches Theater Berlin – Kammerspiele)
- 1952: Friedrich Schiller: Don Carlos (Hofdame) – Regie: Wolfgang Langhoff (Deutsches Theater Berlin)
- 1952: George Bernard Shaw: Pygmalion – Regie: Rudolf Noelte (Deutsches Theater Berlin – Kammerspiele)
- 1953: Gotthold Ephraim Lessing: Minna von Barnhelm – Regie: Hans Jungbauer (Deutsches Theater Berlin – Kammerspiele)
- 1953: Harald Hauser: Prozeß Wedding – Regie: Wolfgang Langhoff (Deutsches Theater Berlin)